# Escala de Barthel
L'escala de Barthel o índex de Barthel és una escala ordinal utilitzada per mesurar l'acompliment en activitats de la vida diària bàsiques (AVDB). Cada element té una classificació de rendiment en aquesta escala amb un nombre determinat de punts assignats a cada nivell o rang. S'utilitzen deu variables que descriuen AVDB i mobilitat. Un nombre més alt s'associa amb una major probabilitat de ser capaç de viure al país amb un grau d'independència després de l'alta hospitalària. Els factors externs dins l'entorn afecten a la puntuació de cada element. Així si no es compleixen les adaptacions fora de l'entorn familiar estàndard durant l'avaluació, la puntuació serà menor si aquestes condicions no estan disponibles. Si es realitzen adaptacions, haurien de ser descrites en detall i afegides a l'índex de Barthel.
L'escala es va introduir en 1965, i va produir una puntuació de 0 a 20, el 1979 va ser modificada per Granger i cols., quan es va arribar a incloure 0-10 punts per a totes les variables, i en 1989 es van introduir noves millores. L'índex de Barthel representa una de les primeres contribucions a la literatura en la valoració de l'estat funcional i ha estat utilitzat des de fa molt temps per a valoració de la mobilitat funcional i les AVDB dins del seu àmbit d'acció dels terapeutes ocupacionals.
L'escala es considera fiable, encara que el seu ús en assaigs clínics en l'accident cerebrovascular sigui inconsistent, s'utilitza àmpliament per controlar els canvis funcionals en aquests pacients a rehabilitació, principalment en la predicció dels resultats funcionals relacionats. L'índex de Barthel s'ha demostrat que té la portabilitat i s'ha utilitzat en 16 principals condicions de diagnòstic. L'índex de Barthel ha demostrat una alta fiabilitat entre avaluadors (0,95) i repetibilitat (0,89), així com una alta correlació (0,74-0,8) amb altres mesures de discapacitat física.
Informació d'autor: La Maryland State Medical Society té la propietat intel·lectual de l'Índex de Barthel. Pot ser utilitzat lliurement per a fins no comercials, amb la següent cita: L'escala és propietat intel·lectual de Mahoney FI, Barthel D. “Functional evaluation: the Barthel Index Arxivat 2015-05-28 a Wayback Machine..” Maryland State Med Journal 1965;14:56-61. Usat amb permís. Cal permís per a modificar l'índex de Barthel o utilitzar-lo amb fins comercials.

## L'escala
| Menjar                         | |                                                  |
| Independent                    | Capaç d'utilitzar qualsevol estri necessari, i així poder esmicolar el menjar, estendre la mantega, usar condiments, etc. Menja en un temps raonable. Pot cuinar el menjar i, si fa falta, servir una altra persona. | 10                                               |
| Necessita ajuda                | Per tallar la carn o el pa, estendre la mantega, etc., però és capaç de menjar sol. | 5                                                |
| Dependent                      | Necessita que algú l'alimenti. | 0                                                |
| Rentar-se (banyar-se)          | |                                                  |
| Independent                    | Capaç de rentar-se sencer, pot ser utilitzant la dutxa, la banyera o estant-se dret i aplicant l'esponja per tot el cos. Inclou entrar i sortir del bany. Pot fer-ho tot sense la necessitat que hi sigui algú present. | 5                                                |
| Dependent                      | Necessita alguna ajuda o supervisió | 0                                                |
| Vestir-se                      | |                                                  |
| Independent                    | Capaç de posar-se i treure's la roba, cordar-se les sabates i els botons i col·locar-se altres complements que necessiti (per exemple, el braguer, la cotilla, etc.) sense ajuda. | 10                                               |
| Necessita ajuda                | Però ho fa tot sol, almenys, la meitat de tasques en un temps raonable. | 5                                                |
| Dependent                      | Necessita ajuda en totes les tasques. | 0                                                |
| Higiene personal               | |                                                  |
| Independent                    | Realitza totes les activitats personals sense cap ajuda. Inclou rentar-se la cara i les mans, pentinar-se, maquillar-se, afaitar-se i rentar-se les dents. Els complements necessaris per fer-ho, els pot proveir algú altre. | 5                                                |
| Dependent                      | Necessita alguna ajuda. | 0                                                |
| Deposició                      | |                                                  |
| Continent                      | Cap episodi d'incontinència. Si necessita algun ènema o supositori, és capaç d'administrar-se'ls ell mateix. | 10                                               |
| Accident ocasional             | Menys d'una vegada per setmana o necessita ajuda per posar-se ènemes o supositoris. | 5                                                |
| Incontinent                    | Inclou que algú altre li administri ènemes o supositoris. | 0                                                |
| Micció                         | (valorar la situació durant la setmana anterior) | (valorar la situació durant la setmana anterior) |
| Continent                      | Cap episodi d'incontinència (dia i nit). Capaç d'usar qualsevol dispositiu. Si està sondat, inclou poder-se canviar la bossa. | 10                                               |
| Accident ocasional             | Màxim un en 24 hores, inclou la necessitat d'ajuda en la manipulació de sondes o dispositius. | 5                                                |
| Incontinent                    | Inclou pacients amb sonda incapaços d'apanyar-se. | 0                                                |
| Anar al lavabo                 | |                                                  |
| Independent                    | Hi entra i en surt sol. Capaç de posar-se i treure's la roba, netejar-se, prevenir les taques a la roba i estirar la cadena. Capaç d'asseure's i aixecar-se de la tassa sense ajuda (pot utilitzar barres per recolzar-se). Si usa orinal, ampolla, etc., és capaç d'utilitzar-los i buidar-los completament sense ajuda i sense tacar. | 10                                               |
| Necessita ajuda                | Capaç d'apanyar-se amb una petita ajuda en l'equilibri, treure's i posar-se la roba, però pot netejar-se sol. Encara és capaç d'utilitzar el lavabo. | 5                                                |
| Dependent                      | Incapaç d'apanyar-se sense més assistència. | 0                                                |
| Traslladar-se butaca/llit      | |                                                  |
| Independent                    | Sense ajuda en totes les fases. Si utilitza cadira de rodes, s'aproxima al llit, frena, desplaça el reposapeus, tanca la cadira, es col·loca en posició d'assegut en un costat del llit, s'hi posa, s'hi estira i pot tornar a la cadira sense ajuda.                                                                                   | 15                                               |
| Mínima ajuda                   | Inclou supervisió verbal o petita ajuda física, tal com la que ofereix una persona no gaire forta o sense entrenament. | 10                                               |
| Gran ajuda                     | Capaç d'estar assegut sense ajuda, però necessita molta assistència (persona forta o entrenada) per posar-se al llit, sortir-ne o desplaçar-se. | 5                                                |
| Dependent                      | Necessita grua o que l'aixequin per complet dues persones. Incapaç de quedar-se assegut. | 0                                                |
| Deambulació                    | |                                                  |
| Independent                    | Pot caminar, almenys, 50 m o l'equivalent a casa sense ajuda o supervisió. La velocitat no és important. Pot usar qualsevol ajuda (bastons, crosses excepte caminador. Si utilitza pròtesis, és capaç de posar-se-la i treure-se-la sol.                                                                                                | 15                                               |
| Necessita ajuda                | Supervisió o petita ajuda física (persona no gaire forta) per caminar 50 m. Inclou instruments o ajudes per estar-se dret (caminador). | 10                                               |
| Independent en cadira de rodes | Ha de ser capaç de desplaçar-se 50 m, travessar portes i girar cantonades tot sol. | 5                                                |
| Dependent                      | Si utilitza cadira de rodes, necessita que algú el porti. | 0                                                |
| Pujar i baixar escales         | |                                                  |
| Independent                    | Capaç de pujar i baixar un pis sense ajuda ni supervisió. Pot utilitzar el suport que necessiti per caminar (bastó, crosses, etc.) i el passamans. | 10                                               |
| Necessita ajuda                | Supervisió física o verbal. | 5                                                |
| Dependent                      | Incapaç de salvar esglaons. Necessita ascensor o cadira/seient puja-escales. | 0                                                |

## Valoració
| 0 a 20  | Dependència total    |
| 21 a 60 | Dependència severa   |
| 61 a 90 | Dependència moderada |
| 91-99   | Escassa dependència  |
| 100     | Autònom per a AVDB   |